# Hy-Vee
Hy-Vee, Inc. er en medarbejder-ejet amerikansk supermarkedskæde med 285 supermarkeder i Midtvesten (i Iowa, Illinois, Kansas, Minnesota, Missouri, Nebraska, South Dakota, Wisconsin, Indiana, Kentucky, Tennessee og Alabama). Hy-Vee blev etableret i 1930 af Charles Hyde og David Vredenburg i Beaconsfield, Iowa. I dag har de hovedkvarter i West Des Moines, Iowa. De har 93.000 ansatte og omsætter for 12 mia. US $.